# 宣言若しくは信条
宣言若しくは信条（せんげんもしくはしんじょう）は、植村正久の著書。
ファンダメンタリズムの訳語としての、キリスト教根本主義の語がここではじめて使われている。
この論文は言語霊感を逐語霊示と呼び、「文字崇拝の聖書推尊説」としてこれを拒否している。
植村はキリストの贖罪について、「キリストの死はいかなる意味において、いかなる仕方でその効力を現わすものであるか。これらの問題に立ち入り、詳細なる説明を試みんとすれば、或いは政治的贖罪説も出よう。或いは道徳的感化説も唱えられるであろう。或いはいわゆる根本主義者のごとき説を主張するものも起ころう。・・・・一教会の意見として宣言書を発するに当たり、或る一つの贖罪説をその項目に加うることは穏当ではない。況やこれを信条の中に加うることは大いなる間違いである。」とした。
ここから、植村の贖罪観は神学的な厳密さを欠くと指摘されている。
植村神学は簡易信条主義であったと言われている。しかし、日本の教会が異教に抗するために必要であったのは、植村が重視しなかった信仰告白であったとする指摘がある。